# Rachid Alioui
Rachid Alioui (La Rochelle, 18 juni 1992) is een Marokkaans-Frans voetballer die in het seizoen 2021/22 door Angers SCO wordt verhuurd aan KV Kortrijk.

## Clubcarrière
Alioui genoot zijn jeugdopleiding bij OPMVS La Rochelle, Entente La Rochelle, La Rochelle Espoir, Sport Saint-Xandrais FC, Entente Aunisienne d'Aytre, OPMVS La Rochelle en EA Guingamp. Bij Guingamp stroomde hij in 2011 door naar het eerste elftal. Alioui speelde 57 competitiewedstrijden voor Guingamp, waarmee hij in 2013 naar de Ligue 1 promoveerde. In 2014 won hij met de club de Coupe de France. Alioui speelde in de finale weliswaar niet mee, maar in de finale tegen Stade Rennais zat hij op de bank, en in de eerste drie rondes kwam hij in actie tegen respectievelijk Football Bourg-en-Bresse Péronnas 01, US Concarneau en Île Rousse.
Na een uitleenbeurt aan tweedeklasser Stade Lavallois in het seizoen 2015/16 ondertekende Alioui in juli 2016 een driejarig contract bij Nîmes Olympique, dat eveneens uitkwam in de Ligue 2. Daar vond Alioui vlot de weg naar doel: in de seizoenen 2016/17 en 2017/18 scoorde hij respectievelijk dertien en zeventien competitiegoals. In het seizoen 2017/18 eindigde hij zo niet alleen tweede in de topschuttersstand (na ploeggenoot Umut Bozok), maar droeg hij ook nog eens een aardige steen bij aan de tweede plaats van Nîmes, die de club voor het eerst in 25 jaar naar de Ligue 1 deed promoveren. Na drie seizoenen in de Ligue 2 mocht Alioui zo nog eens in de Ligue 1 aantreden. De Franse Marokkaan scoorde in het seizoen 2018/19 vijf competitiedoelpunten.
Na drie seizoenen bij Nîmes trok Alioui in de zomer van 2019 naar eersteklasser Angers SCO. In zijn eerste seizoen scoorde hij er naast zes competitiegoals ook één keer in de Coupe de France. Zijn seizoen 2020/21 ging daarentegen grotendeels in rook op vanwege een ernstige ziekte. Eind augustus 2021 leende de club hem voor één seizoen uit aan de Belgische eersteklasser KV Kortrijk.

## Interlandcarrière
Alioui maakte op 5 maart 2014 zijn interlanddebuut voor Marokko: in een vriendschappelijke interland tegen Gabon liet bondscoach Hassan Benabicha hem in de 85e minuut invallen voor Youssef El-Arabi.